# Alperen Uysal
Muhammed Alperen Uysal (sinh ngày 1 tháng 1 năm 1994) là một cầu thủ bóng đá Thổ Nhĩ Kỳ thi đấu ở vị trí thủ môn cho câu lạc bộ Thổ Nhĩ Kỳ İstanbulspor. Anh ra mắt chuyên nghiệp cho Gaziantepspor trong trận thua 4-0 trước Beşiktaş ngày 2 tháng 4 năm 2016.